# وورینگن
وورینگن (به آلمانی: Woringen) یک شهر در آلمان است که در اونترالگوی واقع شده‌است. وورینگن ۱٬۸۸۴ نفر جمعیت دارد.